# Club Sportivo Estudiantes
Il Club Sportivo Estudiantes è una società calcistica argentina con sede nella città di San Luis. Milita nella Primera B Nacional, la seconda serie del calcio argentino.

## Storia
Fondato il 20 giugno 1920, il club è originario della Liga Sanluiseña de Fútbol, di cui è la squadra di maggior successo con 33 campionati vinti. Nel 2014 lo Sportivo Estudiantes ha ottenuto la promozione in Primera B Nacional dopo aver vinto il suo gruppo nel Torneo Federal A.

## Palmarès

### Competizioni nazionali
- Torneo Argentino C: 1

2012
- Torneo Argentino B: 1

2012-2013
- Torneo Federal A: 1

2014